# Reflections (Apocalyptica)
Reflections è il quarto album studio del gruppo musicale finlandese Apocalyptica pubblicato nel 2003, con un'edizione rivisitata pubblicata più tardi, sempre nel 2003, chiamata Reflections Revised, contenente 5 brani aggiuntivi e un DVD. Tra i 5 brani aggiuntivi ce ne sono due di musica classica, Faraway e Faraway Vol.2 (featuring Linda).

## Tracce
1. Prologue (Apprehension) - 3:10
2. No Education - 3:20
3. Faraway - 5:12
4. Somewhere Around Nothing - 4:08
5. Drive - 3:23
6. Cohkka - 4:31
7. Conclusion - 4:06
8. Resurrection - 3:35
9. Heat - 3:25
10. Cortège - 4:27
11. Pandemonium - 2:04
12. Toreador II - 4:04
13. Epilogue (Relief) - 3:29

Reflections Revised Edition bonus track
1. Seemann (album version) - 4:43
2. Faraway Vol.2 (extended version) - 5:13
3. Delusion - 4:11
4. Perdition - 4:10
5. Leave Me Alone - 4:10

Reflections Revised Edition CD2
1. Faraway Live 2003
2. Enter Sandmann Live 2003
3. Inquisition Symphony Live 2003
4. Nothing Else Matters Live 2003
5. Somewhere Around Nothing Live 2003
6. Somewhere Around Nothing Video
7. Faraway Vol. 2 Video
8. Seemann Video
9. Faraway Vol. 2 EPK
10. Reflections EPK
11. Seemann EPK

## Formazione
- Eicca Toppinen - violoncello
- Paavo Lötjönen - violoncello
- Perttu Kivilaakso - violoncello